# Урош Костић Рудинац
Урош Костић Рудинац (убијен 1917) био је један од вођа Топличког устанка у окупираној Краљевини Србији.

## Биографија
Урош Костић Рудинац је живео и четовао на подручју Лепосавића. Костић је био искусан борац, јер је учествовао у четничким акцијама од 1903. до 1912. године.

## Први свјетски рат
У Првом свјетском рату, када је Аустроугарска завела окупациону управу крајем 1915. године, Костић се одметнуо. Он је био тајанствени чојвек за кога су аустроугарски обавјештајни официри у својим извјештајима у прољеће 1916. године користили назив Урош Белаковић и Урош Бечановић и везивали га за подручје око Горњег Милановца и Крагујевца. Гувернман је за том особом упутио потерницу.
У љето 1916. године обавјештајци су повезали ту личност са активностима четника у крају око Косовске Митровице. У другој половини новембра 1916, када се тај човек појавио у селу Сочаница, неко је дојавио окупационој власти да је он из тих крајева. Војна власт је сложила коцкице и утврдила да је родом са Косова, из села Рудине под планином Рогозном. Рудинац је до појаве Косте Војиновића одиграо значајну улогу. Створио је прву поуздану мрежу јатака и повјереника, подстицао четовање и припремио борбену акцију. Прва права герилска чета, осим Војиновића и Рудинца, бројала јејош четири борца: Александра Пипера из Косовске Митровице, Влајка Владисављевића из Лепосавића, Проку Планића из Земанице и Радомира Гашића са Копаоника.
Када су се ускоро појавиле и друге устаничке вође, Урош Костић је донекле пао у сијенку, али је увијек остао у кругу најважнијих. Он је неспорно био творац организације у Новопазарском округу, а Коста Војиновић и он заједно у Звечанском округу. Његова породица је била ухапшена и потом интернирана.
На почетку 1917.учестале су потјере за Костићем. Непријатељски војници су детаљно претраживали планину Рогозну. Тада је Рудинац растурио чету на неколико мањих група, да би се могли неопажено пребацити у Новопазарски округ. И у овом крају су, такође, биле бројне потјере, којима је Костић у почетку успјешно узмицао. Једна потера стигла га је у Бањској Реци. Развила се борба у којој је Костић погинуо почетком фебруара. Коста Војиновић је десетак дана касније записао у дневник: „Погинуо је Урош Костић издајом”.

## Породица
Најстарији Костин син Урош се родио и одрастао у Ерце-Рудине. Оженио cе и имао сина Аксентија. Пошто је Урош за то време био наочит и напредан човек, знао је турски, шиптарски и српски. Затим оде у топлички крај код Прокупља и тамо подиже Топлички устанак против Бугара. Урош је био први вођа Топличког устанка.
Тамо се борио све до угушења устанка. Погинуо је 1917те године међу првим устаничким вођама приликом најезде Аустроугаске казнене експедиције на Копаонику. Тако каже историја."
Извор: Историјски музеј у Врању
По причи мештана, рођака и фамилије. Урош је пред угушење предао команду Кости Пећанцу. Дошао је у малену Бањску одакле је и родом. Улогорио се сасвојим борцима у место Суви До код малене Бањске. У Сувом Долу су од једне жене купили овцу да би борци имали шта да једну. Док су пекли овцу, жена од које су је купили и поштено платили их је издала жандарима. Пошто су тада владали шипарски Жандари они су тражили српске Комите. С обзиром да су знали да је Урош ту јер га је мештанка издала, они их опколише да их заробе. Мало пре тога они су осетили да су опкољени и Урош је својим друговима рекао да се извлаче а он да им држи одступницу. Пошто је жандармерија била бројчана и боље наоружана они их победише а Урош који је држао одступницу остао је задњи у рову и видевши да му нема другог излаза задњи метак намени себи да га не би жандарми живог ухватили и тако је завршио свој животни пут. Када је Урош био мртав отишли су по његову жену и одвели је на препознавање. Урошева жена није ни смела ни хтела да потврди да је то Урош јер да је рекла истину жандари би побили целу породицу. Уроша су затим однели одатле у Косовску Митровицу и обесили га пред Јадраном где је висно три дана као Комита. После тога су га скинули и сахрањен је тако да му се не зна ни гроб.
Извор :Трагом Ерчевске Крви (аутор:Ратомир Аксентијевић)